# Lučivná
Lučivná (Hongaars: Lucsivna, Duits: Lautschburg) is een Slowaakse gemeente in de regio Prešov, en maakt deel uit van het district Poprad.
Lučivná telt 990 inwoners.